# François Asensi
Pour les articles homonymes, voir Asensi.
François Asensi, né le 1er juin 1945 à Santander en Espagne, est un homme politique français. Il a été membre du Parti communiste français puis sympathisant du Front de gauche, sans jamais y adhérer. Il est maire de Tremblay-en-France depuis 1991 et a été député de Seine-Saint-Denis pendant 36 ans.

## Biographie

### Origines familiales et jeunesse
François Asensi naît le 1er juin 1945 à Santander en Espagne d'une mère française et d'un père espagnol. Quelques années avant sa naissance, pendant la guerre civile, son père était engagé aux côtés des républicains espagnols, au sein des Brigades internationales. Militants communistes, ses parents participent ensuite à la lutte clandestine contre la dictature franquiste. C’est en 1947, quand François Asensi a deux ans, que la famille rejoint clandestinement la France avec leurs deux enfants. Comme son père, il obtient le statut de réfugié politique mais opte pour la nationalité française à sa majorité.
La famille s’installe dans le quartier de La Plaine Saint-Denis à Aubervilliers. Il grandit dans le quartier du Landy.
Après avoir obtenu un certificat d'aptitude professionnelle (CAP) de dessinateur industriel, il commence à travailler dans une entreprise qui fabrique des machines à laver et à repasser.

### Parcours politique
C’est à 15 ans qu’il décide de s’engager à la Jeunesse communiste contre la guerre d’Algérie. Quatre ans plus tard, il adhère au Parti communiste français.
Après son service militaire, il devient secrétaire de cercle à Aubervilliers, puis, très vite, secrétaire local de la ville. Il prend en même temps de plus en plus de responsabilités dans le département et est désigné premier secrétaire de la fédération de Seine-Saint-Denis de l'Union des jeunes communistes de France, puis secrétaire national de l’Union des jeunes communistes de France. Après avoir quitté la Jeunesse communiste sur fond de désaccord, il réintègre la fédération de Seine-Saint-Denis du Parti communiste français en 1974.
Fin 1975, il devient secrétaire de la section du Parti communiste français d’Aulnay-sous-Bois. Il contribue à préparer la succession du maire Robert Ballanger, député d’Aulnay-sous-Bois, Le Blanc-Mesnil, Sevran, Tremblay, Villepinte et président du groupe communiste à l’Assemblée nationale, qui souhaite se retirer. Il devient son suppléant et prend sa succession à sa mort en 1981. Parallèlement, il est conseiller municipal d’Aulnay-sous-Bois où il milite activement auprès des ouvriers de PSA-Citroën d’Aulnay lors de leur mobilisation en 1982.
Il est élu premier secrétaire fédéral du Parti communiste français de Seine-Saint-Denis en 1979 jusqu’en 1985, date à laquelle il est exclu de la direction nationale et limogé de la fédération de Seine-Saint-Denis. En effet, François Asensi, ainsi que de nombreux maires de Seine-Saint-Denis, militent pour une transformation du Parti communiste français en « parti révolutionnaire de type nouveau », s’inscrivant ainsi en rupture avec un certain langage identitaire ouvriériste. Il souhaite en effet rénover les structures de son parti afin d'ouvrir celui-ci à la modernité et de définir un projet communiste tenant compte des évolutions de la société en pleine mutation. Il demandera à la direction du Parti communiste français de réévaluer radicalement ses relations avec le Parti communiste de l'URSS.
Il est élu député en 1986 puis réélu en 1988, 1993, 1997, 2002, 2007 et 2012.
Après avoir été conseiller municipal d'Aubervilliers, d'Aulnay-sous-Bois et de Villepinte, François Asensi se fait élire maire de Tremblay-en-France en 1991, prenant ainsi la succession de George Prudhomme. Il y impulse une politique de rénovation de ces équipements, modernise la ville, porte une attention particulière à la qualité de vie des habitants, mène une politique de protection de l’environnement, développe la démocratie locale[réf. nécessaire]. Il est réélu en 1995, 2001, 2008, 2014 et 2020.
Il devient en 1995 président du SEAPFA, syndicat inter-communal créé en 1971 sous l'impulsion de Robert Ballanger. Ce syndicat regroupe les communes de Tremblay-en-France, Villepinte, Aulnay-sous-Bois, Sevran et Le Blanc-Mesnil. Ce syndicat a pour vocation de définir des politiques publiques communes sur le territoire, à l’image de la politique publique en direction des personnes en situation de handicap. François Asensi quitte ce poste en 2014.
Son attachement à la mémoire, à l’histoire l’amène, avec trois autres fils de membres des Brigades internationales en Espagne (José Fort, Jean-Claude Lefort, Pierre Renière), à créer l’association des Amis des combattants en Espagne républicaine (ACER) en 1996. Il en est toujours co-président.
Conscient du désir d’une gauche de transformation sociale qui s'est exprimé en France après le référendum sur la Constitution européenne de 2005, renforcé par la création de collectifs unitaires, il appelle à une candidature de toutes les forces antilibérales de gauche pour l'élection présidentielle de 2007. Cet objectif échouera et conduira à la dispersion des forces anti-libérales.
Il crée la communauté d’agglomération Terres de France en 2010 entre Sevran, Villepinte et Tremblay-en-France. Terres de France se présente comme une inter-communauté de projets et de solidarité au service du territoire et de ses habitants. François Asensi est élu président du conseil communautaire, poste qu'il conservera jusqu'à la disparition de la communauté d'agglomération le 31 décembre 2015, lorsqu'elle se fond dans l'Établissement public territorial Paris Terres d'Envol avec cinq autres villes.
Il décide de quitter le Parti communiste français en mars 2010. Il milite pour une meilleure structuration de la Fédération pour une alternative sociale et écologique ainsi que du Front de gauche, dont il demande la possibilité d'une adhésion directe. Il milite désormais pour une recomposition de la gauche entre un pôle social-démocrate et un pôle de transformation sociale dans laquelle la sensibilité communiste serait un acteur majeur.
Pour l'élection législative de 2012, il est candidat avec Clémentine Autain pour suppléante. Largement en tête au premier tour avec 35,64 % des voix, il est le seul candidat au second tour après le désistement du candidat arrivé en deuxième position Stéphane Gatignon (PS-EELV-PRG).
En 2017, il souhaite que sa suppléante, Clémentine Autain, lui succède comme députée. Il se présente comme son suppléant et participe activement à sa campagne. Elle est élue avec 59,52 % au second tourː après avoir obtenu près de 38% des voix au premier tour.
Il parraine la candidature de Jean-Luc Mélenchon pour l'élection présidentielle de 2017. Lors de l'élection présidentielle de 2022, il soutient la candidature du secrétaire national du PCF, Fabien Roussel.
Le 2 avril 2025, dans une déclaration adressée aux habitants de Tremblay-en-France, Asensi annonce que son mandat actuel sera le dernier à la tête de la mairie, une décision qu'il estime "mûrement réfléchie", mais souhaite toutefois siéger au conseil municipal, en tant que simple élu. Il soutient une candidature de sa première adjointe, Virginie de Carvahlo, pour les prochaines élections municipales.

### Assemblée nationale
En 2010, il créera l’Académie des banlieues avec l’avocat Jean-Louis Peru, une association composée de collectivités territoriales dont le but est de bouleverser leEn 1990, il est rapporteur pour la loi tendant à réprimer tout acte raciste, antisémite ou xénophobe, dite loi Gayssot, qui vise à réprimer la contestation ou la négation des crimes contre l’humanité.
Entre le 8 octobre 1999 et le 8 avril 2000 il est missionné par le gouvernement pour mettre en place une réforme des statuts des types des fédérations sportives effectuant une mission de service public.

## Mandats

### Mandats actuels
- Maire de Tremblay-en-France, Seine-Saint-Denis
- Conseiller de la métropole du Grand Paris
- Député honoraire
- Président du conseil de surveillance de l'hôpital Robert-Ballanger

### Assemblée nationale
- 27 janvier 1981 - 22 mai 1981
- 2 juillet 1981 - 14 mai 1988
- 13 juin 1988 - 26 novembre 1988
- 1er février 1989 - 1er mai 1997
- 1er juin 1997 - 17 juin 2012
- 18 juin 2012 – 20 juin 2017

### Municipalité
- 14 mars 1971 - 13 mars 1977 : membre du conseil municipal d'Aubervilliers (Seine-Saint-Denis), délégué à la jeunesse
- 30 novembre 1983 - 12 mars 1989 : membre du conseil municipal d'Aulnay-sous-Bois (Seine-Saint-Denis)
- 20 mars 1989 - 7 avril 1991 : membre du conseil municipal de Villepinte (Seine-Saint-Denis)
- Depuis le 8 avril 1991 : maire de Tremblay-en-France (Seine-Saint-Denis)

## Décoration
- Chevalier de la Légion d'honneur (2022)[14]